# Réseau hydraulique de Madrid

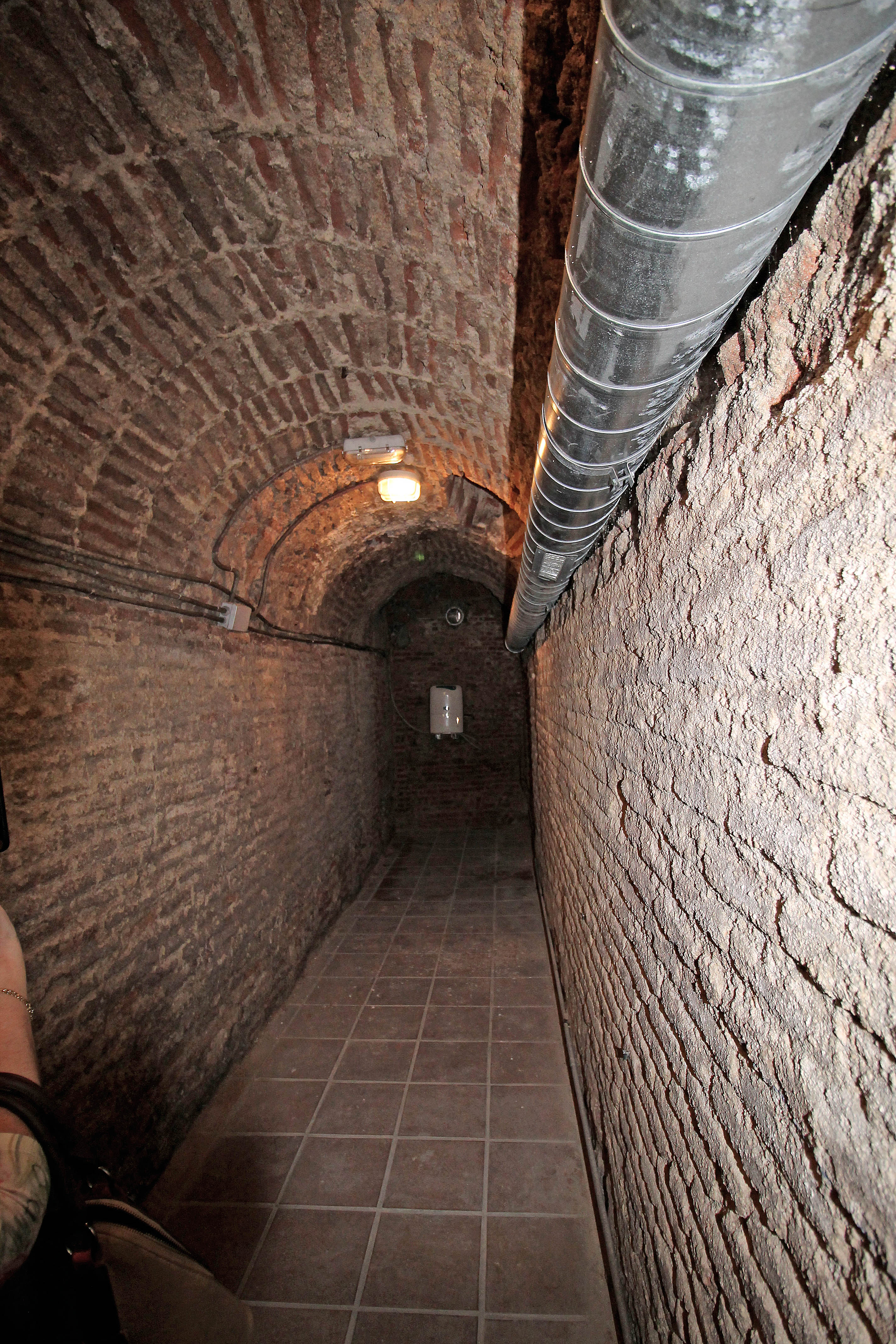
Section d'aqueduc conservée sous l'ancien Palais du marquis de Villafranca.

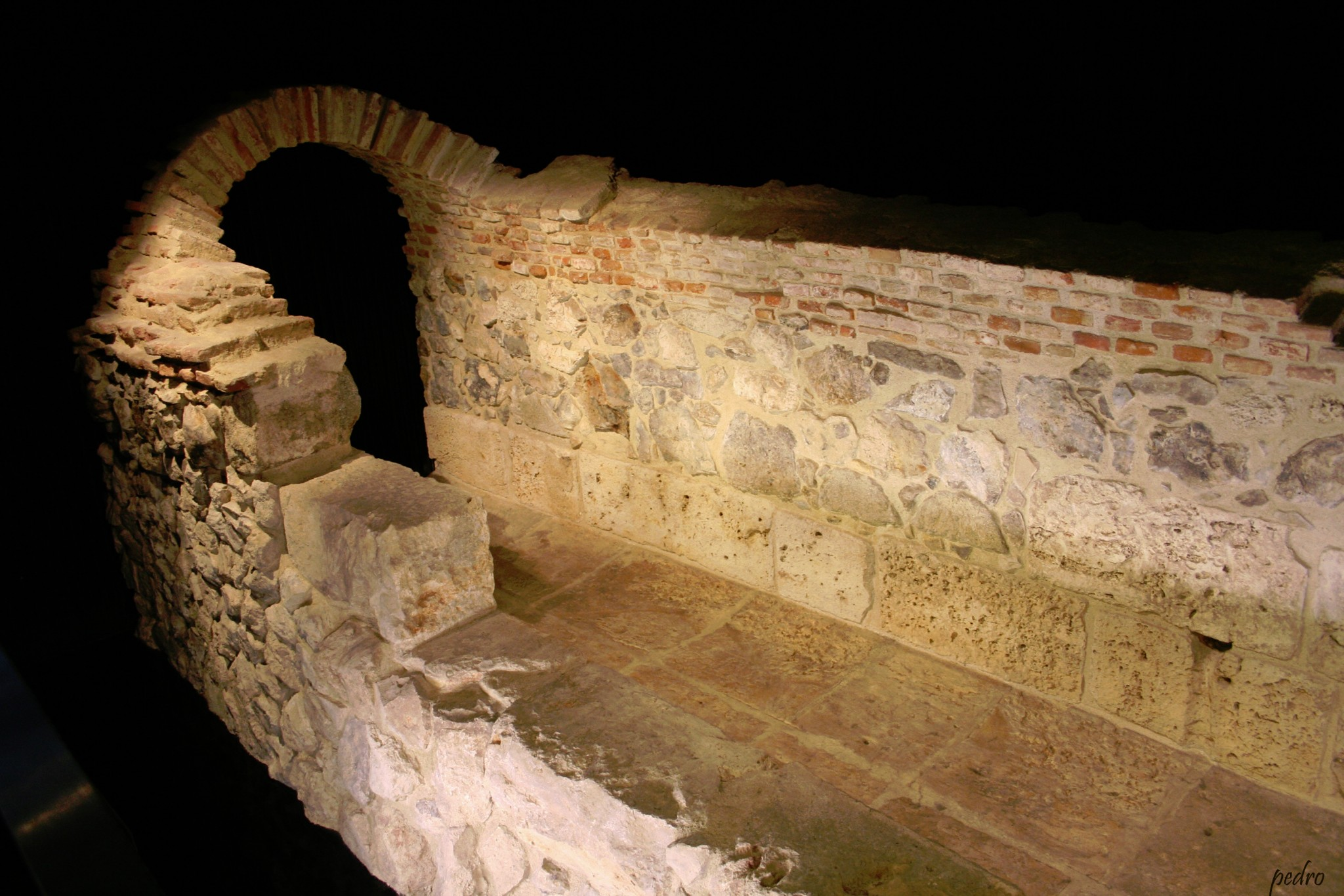
Restes archéologiques de l'aqueduc de Caños del Peral.

Les réseaux d'adduction d'eau de la ville de Madrid (en espagnol viajes de agua de Madrid) sont un ensemble souterrain de canaux, d'aqueducs et de qanat construits pour assurer l'approvisionnement en eau de la ville de Madrid depuis sa fondation à l'époque musulmane, et tout au long de son développement jusqu'au xixe siècle. A cette époque ils furent substitués par un réseau hydraulique moderne, le Canal d'Isabelle II. Ces réseaux historiques sont connus à Madrid sous l'expression viajes de agua, « voyages d'eau ».
Les quatre acqueducs principaux furent celui d'Amaniel (1610-1621) — propriété de la Couronne d'Espagne — et trois autres qui sont la propriété de la Ville de Madrid : celui de la Source Castillane (1613-1620), et ceux du Haut Abroñigal et Bas Abroñigal (1617-1630). Ce réseau a été complété par d'autres d'autres aqueducs importants comme le « Viaje del Buen Suceso (1612-1618) » pour alimenter une fontaine de la Puerta del Sol, et ceux, complémentaires, de la Castillane, les « voyages » de Contreras (1637-1645) et de la Alcubilla (1688-1692).
Grâce à ces réseaux Madrid a pu se développer malgré son éloignement d'un fleuve, contrairement à la plupart des grandes villes.

## Histoire
Les « voyages » de Madrid suivent le modèle des qanat perses. Les premiers furent bâtis entre les viiie et xie siècles, après que l'Émirat de Cordoue eut construit la citadelle de «Mayrit» (ou «Majerit») comme ligne de défense de Tolède autour de laquelle se développa l'agglomération primitive. Ces canaux furent mentionnés pour la première fois dans la Charte de Madrid en 1202. D'après cette Charte, l'aqueduc le plus ancien passait sous le « caniveau de Sancti Petri », raison pour laquelle on l'associe au ruisseau Saint-Pierre qui distribuait l'eau aux bains publics et aux tanneries. Dans ces tanneries se pratiquait, en plus du tannage, la teinture des toiles et des étoffes. Elles étaient situées près du Manzanares, dans un lieu anciennement connu comme « campo de la tela » (champ de la 'Toile', puis parc d'Athènes).

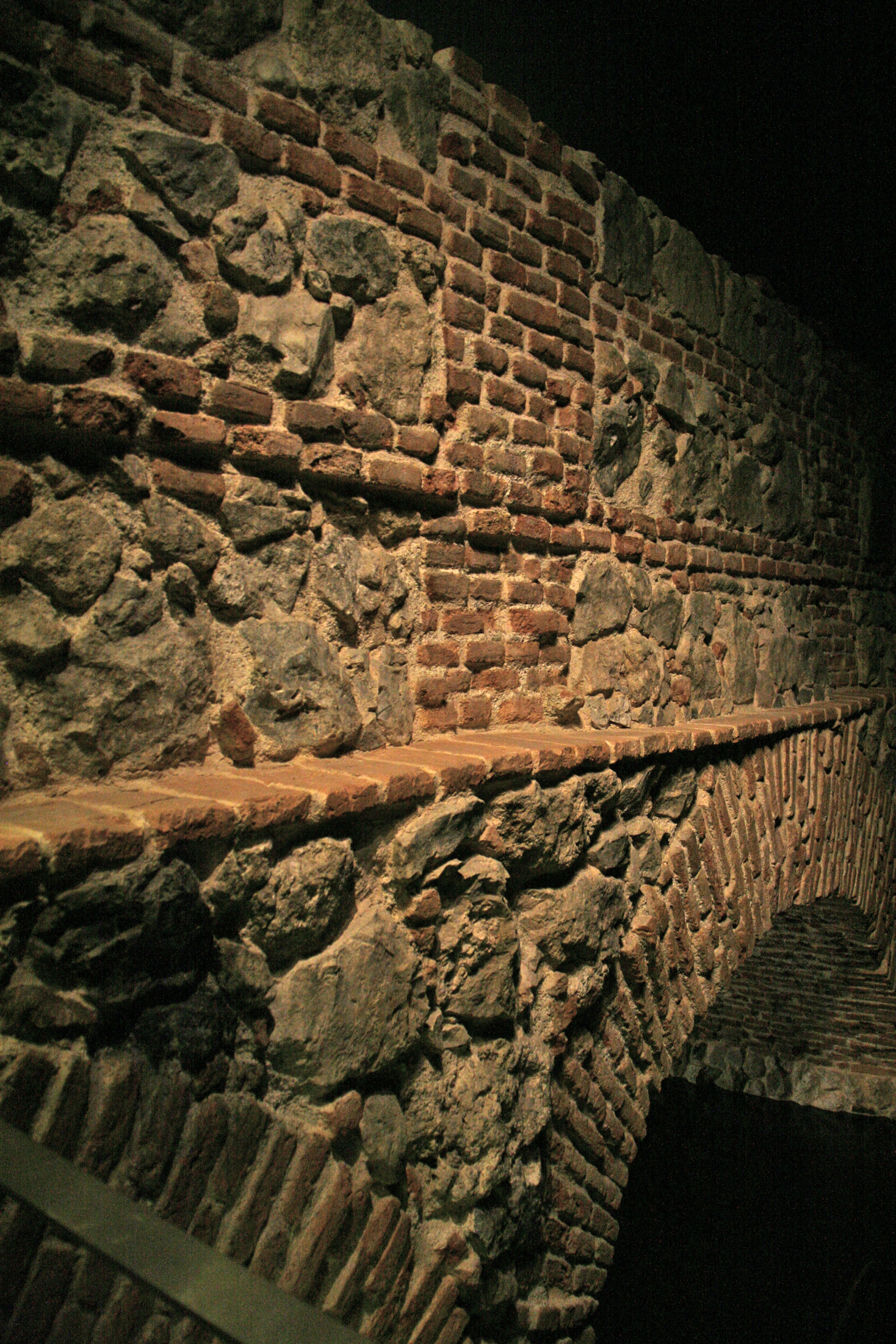
Section de l'aqueduc d'Amaniel au Musée métropolitain de Madrid, à la station Opéra.

L'eau des nombreuses sources et ruisseaux autour de la ville ancienne alimentés par des eaux souterraines servait d'alimentation au réseau, tant pour la consommation humaine que pour l'irrigation et les fontaines. La situation perdura jusqu'à la création du Canal d'Isabelle II, au xixe siècle. Pendant ces onze siècles le qanat arabe d'origine fut agrandi au fur et à mesure de la croissance de la population.

### Consommation et pollution
Dans les premiers temps, alors que la ville était limitée au quartier « Austrias », l'ensemble de la population utilisait l'eau des puits et fontaines publiques primitives de la source du Berro : le peuple, les rois, la cour abondante et la population encore plus nombreuse du Madrid. La transformation du réseau d'adduction d'eau commença avec la rénovation de l'aqueduc musulman dit de « Amaniel » entre 1610 et 1621.
Le principal problème du réseau d'adduction d'eau madrilène fut leur pollution progressive. Jusqu'à la moitié du dix-huitième siècle, à Madrid, les rues recueillaient les eaux usées de toute la ville. Charles III fit construire des égouts, mais ses architectes oublièrent d'inclure des siphons. Les dix mille fosses septiques créées empoisonnèrent l'eau des « voyages ».
Plus tard, une fois le système d'égouts réparé, plusieurs stations d'assainissement furent créées pour potabiliser l'eau des aqueducs. Les premières et les plus importantes furent celle de la place de Santa Barbara qui traite les eaux des grands canaux du Haut Abroñigal et de la Castillane ; celle de la rue de Goya, capable d'épurer presque mille mètres cubes quotidiens issus des eaux du Abroñigal Bas ; celle de la place de Chambéri celles du canal d'Alcubilla. Enfin, la dernière station construite est située à proximité de la Montagne du Prince Pie au niveau de la station de pompage du « voyage » de la Source de la Reine.

## Dureté de l'eau

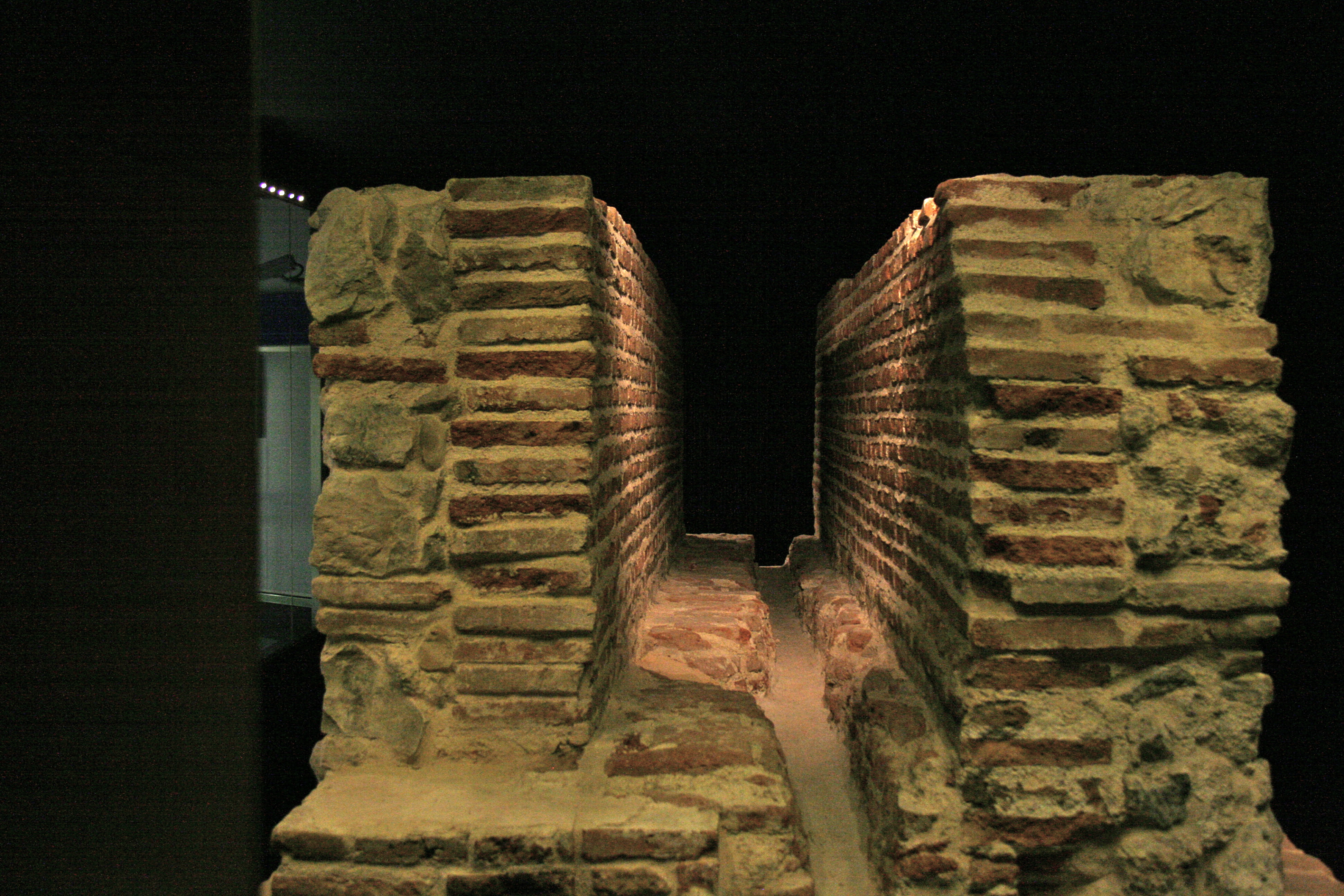
Exemple d'une section de l'aqueduc Amaniel.

Bien que sa démonstration soit maintenant impossible, les adductions d'eau étaient regroupées entre des adductions en eau douce et en eau dure selon leur teneur en calcaire,,.

### Adduction d'eau douce
La source réputée la plus douce était celle d'Abroñigal. Les voyages d'eau douce étaient ceux d'Alcubilla, du Haut et du Bas Abroñigal, la source castillane, du Haut et du Bas Retiro (ou ruisseau de Oropesa), Amaniel (ou « du Palais »), Pascualas, la Source de la Santé, Caños Vieux, San Dámaso (ou ruisseau Butarque), Retamar, la Source du Roi, la Source du Comte de Salinas, la Maison des Vaches et, dans la Casa de Campo, celui du ruisseau Meaques.

### Adduction d'eau dure
La source réputée la plus dure était celle du Berro. Les voyages d'eau dure étaient ceux de la Source du Berro, Leganitos, Contreras, Source de la Reine, le Pré de San Jerónimo, Caños du Peral, Comte de Salinas, Pajaritos, Harinas, Hôpital Général, Atocha, Conchas, Neptune, Tolède, Gremios, Source du Zacón, Source de Húmera, Source de la Casa de Campo.

## Aspects hydrogéologiques
A environ deux mille mètres de profondeur, se trouve l'aquifère de « la fosse de Madrid » qui abrite trois millions d'hectomètres cubes d'eaux de diverse composition chimique en fonction de l'ancienneté géologique des sols. L'« aquifère du Tertiaire détritique », est contenu dans trois roches basiques : au nord et nord-est, le contenu des gneiss et granites détritiques proches du Guadarrama ; dans le centre de la Communauté de Madrid, la plage riche et étendue de sables argileux ; et au sud et sud-est de ce trapèze hydrologique, se trouve un long couloir composé essentiellement de gypse,. Dans cet immense plateau géologique, sources des canaux ont longtemps été de grandes lentilles de masses sablonneuses imprégnées d'eau, des réserves d'eau souterraine d'un mètre d'épaisseur et de diverses longueurs qui étaient prélevées par simple captage, par pompage ou encore par les ingénieux qanat et leurs aqueducs.

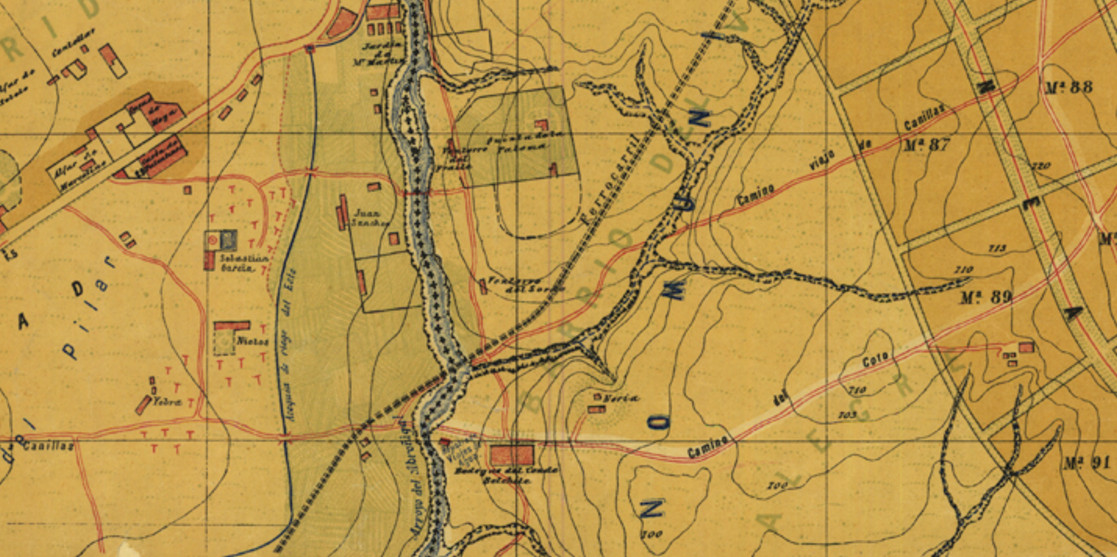
Détail du Plan de Madrid en 1900, par Cañada. La légende indique le parcours de l'aqueduc du Haut Abroñigal, sur le chemin de Canillas.

Malgré leur grande extension – ou peut-être précisément pour cela – les eaux de l'aquifère se déplacent constamment, à faible vitesse, de quelques centimètres par jour. On a enregistré des mouvements dans toutes les directions : ascendants, descendants. Ils sont apparemment induits par le système de recharges produit par les précipitations sur des collines et coteaux, et par les nombreux affleurements de l'aquifère dans les vallées intermédiaires qui rendent la zone humide : « les deux mouvements suivent curieusement des parcours courbes et sont régis par quelque chose qui ressemble beaucoup à la théorie des vases communicants ».

### Infiltrations et affleurements
Diverses études décrivent le sous-sol de Madrid comme « un grand verre de 3700 kilomètres carrés d'eaux souterraines ». Les hydrogéologues expliquent que l'alternance de collines absorbantes et de talwegs perméables permettent l'affleurement de l'aquifère en zones humides et mares (dans une progression inverse qui tend à en faire disparaître beaucoup). Cependant, cet heureux panorama hydrique au pied de la sierra de Guadarrama est « articulé par de profonds substrats batolithiques disposés à la façon des touches d'un piano géant et à des profondeurs inférieures au niveau de la mer ». En surface, on observe un contraste entre les cotes orographiques des 760 mètres à la jonction des rivières Jarama et Manzanares, et les cotes 360 à la confluence de l'Alberche avec le Tage. 
Le substrat de l'aquifère ne se remplit que par ses lignes de partage des eaux tout au long des siècles et ses réserves ont considérablement baissé depuis le début du XXIe siècle. Enfin, on observe une salinisation progressive de l'aquifère, moins notable dans « les zones granitiques de la montagne et maximale à Talavera, ».

## Hydrographies du Madrid historique
Le réseau historique d'adduction d'eau de Madrid est un réseau d'adduction gravitaire. La géographie de la région de Madrid, les divers Talwegs et bassins versants de la géographie madrilène, les zones drainées d'anciens ruisseaux ont déterminé le tracé des canaux et aqueducs depuis la nappe phréatique, son parcours, le dénivelé et la zone à approvisionner.
Les ingénieurs ou amateurs intéressés par les «voyages» semblent s'accorder sur l'emplacement de l'ancien Madrid, quelques « 434 hectares de surface levées à environ 70 mètres au-dessus du bassin de la rivière Manzanares » et pourvu de « deux versants de ruissellement délimités par une division nord-sud, et drainées par quinze ruisseaux dont les sous-bassins versants ont baptisé les rues dont les tracés respectifs coïncident avec ceux des lits qui alors parcouraient le territoire. ». Ces quinze ruisseaux et leurs bassins correspondants pourraient s'ordonner sur la carte de la ville ancienne de Madrid, dans cette relation, du nord au sud:
 (mai 2025).
La mise en forme du texte ne suit pas les recommandations de Wikipédia : il faut le « wikifier ».
Les points d'amélioration suivants sont les cas les plus fréquents. Le détail des points à revoir est peut-être précisé sur la page de discussion.
- Les titres sont pré-formatés par le logiciel. Ils ne sont ni en capitales, ni en gras.
- Le texte ne doit pas être écrit en capitales (les noms de famille non plus), ni en gras, ni en italique, ni en « petit »…
- Le gras n'est utilisé que pour surligner le titre de l'article dans l'introduction, une seule fois.
- L'italique est rarement utilisé : mots en langue étrangère, titres d'œuvres, noms de bateaux, etc.
- Les citations ne sont pas en italique mais en corps de texte normal. Elles sont entourées par des guillemets français : « et ».
- Les listes à puces sont à éviter, des paragraphes rédigés étant largement préférés. Les tableaux sont à réserver à la présentation de données structurées (résultats, etc.).
- Les appels de note de bas de page (petits chiffres en exposant, introduits par l'outil «  Source ») sont à placer entre la fin de phrase et le point final[comme ça].
- Les liens internes (vers d'autres articles de Wikipédia) sont à choisir avec parcimonie. Créez des liens vers des articles approfondissant le sujet. Les termes génériques sans rapport avec le sujet sont à éviter, ainsi que les répétitions de liens vers un même terme.
- Les liens externes sont à placer uniquement dans une section « Liens externes », à la fin de l'article. Ces liens sont à choisir avec parcimonie suivant les règles définies. Si un lien sert de source à l'article, son insertion dans le texte est à faire par les notes de bas de page.
- La présentation des références doit suivre les conventions bibliographiques. Il est recommandé d'utiliser les modèles {{Ouvrage}}, {{Chapitre}}, {{Article}}, {{Lien web}} et/ou {{Bibliographie}}. Le mode d'édition visuel peut mettre en forme automatiquement les références.
- Insérer une infobox (cadre d'informations à droite) n'est pas obligatoire pour parachever la mise en page.

Pour une aide détaillée, merci de consulter Aide:Wikification.
Si vous pensez que ces points ont été résolus, vous pouvez retirer ce bandeau et améliorer la mise en forme d'un autre article.
- Talweg des Rois (64,47 hectares). Limitée par la rue de Comte Duc, la Glorieta de Bilbao, les rues de Fuencarral, Desengaño et de la Luna, la place des Mostenses, et en fermant par l'ouest, les rues de Leganitos et de Duc d'Osuna. Il a son origine en deux anciens ruisseaux : le ruisseau des rois (qui coulait aux emplacements des rues de Saint Onufre, Puebla, Pez, Reyes et Leganitos, jusqu'à la place d'Espagne, en suivant par la côte de San Vicente jusqu'à aboutir à la rivière Manzanares; l'ensemble de ce talweg était complété par le ruisseau de la Palma, affluent du ruisseau des Reyes, qui prenait nom pour parcourir la rue de la Palma Haute et celle de San Bernardo.
- Talweg du Barquillo (45,94 hectares) créé par le ruisseau du Barquillo. Située entre les lits de Recoletos et les Reyes, il prenait naissance extramuros, dans ce qui plus tard serait le quartier de Chamberí. Il entrait dans la Ville par la rue de Larra et celle du Barquillo, et en suivant la rue d'Alcalá, aboutissait dans le ruisseau qui a formé le Paseo del Prado, le plus important dans la limite nord-est de la ville ancienne.
- Talweg de Recoletos (15,79 hectares), formé par le ruisseau du Prado et son legataire, le ruisseau de Valnegral, outre les ruisseaux des bassins du versant oriental de la vieille ville: Barquillo, Infantas, Prado, Huertas et Atocha.
- Talweg de la Flor Baja (15,94 hectares). Situé entre les bassins des Reyes et Arenal, et lit du ruisseau de la Flor, dont la source se situe dans l'ancienne ruelle de Tudescos, qui en quittant la rue de Hita et celle de Tudescos coulait par les rues de la Flor Baja et Leganitos, jusqu'à se jeter dans le ruisseau des Reyes.
- Talweg des Infantes (26,88 hectares), entre les voisins de l'Arenal, le Barquillo et le Prado, et formée par le ruisseau des Infantes. Il surgissait au début de la rue des Infantes, dans sa zone la plus haute près de celle de Fuencarral, descendait vers la rue de Víctor Hugo, et tournait au carrefour de la rue du Marqués de Valdeiglesias avec Alcalá, jusqu'à aboutir dans le ruisseau du Prado.
- Talweg de l'Arenal (64,68 hectares, dimension qui a conduit Philip Hauser à le considérer comme le plus grand de l'ancien Madrid). Il est limité par la rue de Bailén et la Côte de San Vicente à l'ouest. Il court en diagonale vers la place de Santa Ana, et ramasse des eaux de la Puerta del Sol, une partie de la plaza Mayor et le début de la rue d'Alcalá. Il créait le cours du ruisseau de l'Arenal, dont on suppose qu'il approvisionnait l'Alcazar musulman primitif. Il coulait dans la rue Séville et, traversant la Puerta del Sol, continuait par la rue de l'Arenal pour retrouver la Côte de San Vicente et la rivière Manzanares.
- Talweg du Prado (16,88 hectares) formé par le ruisseau du Prado qui, surgissant place de Santa Ana, descendait par la rue du Prado pour se jeter dans le Prado de los Jerónimos.
- Talweg de Ségovie (46,88 hectares). Il était limitrophe du grand talweg de l'Arenal et faisait suite au drainage du ruisseau Matrice ou ruisseau de Saint Pierre. Depuis sa source place de Jacinto Benavente il coulait par la rue de la Conception Jerónima jusqu'à Puerta Cerrrada pour rejoindre le Manzanares par la pente de la rue de Ségovie (Madrid), en formant l'un des ravins madrilènes les plus escarpés, au pied des Vistillas.
- Talweg de Huertas (15,16 hectares), créé par le ruisseau des Huertas depuis sa naissance à la hauteur de la rue du León. Il descendait par la rue de Sainte María, la Costanilla de los Desamparados et, une fois dans Huertas, aboutissait dans le ruisseau du Prado.
- Talweg de San Francisco (18,44 hectares). Limité par la Carrera de San Francisco et drainé par le ruisseau de San Francisco, il avait sa source entre les rues d'Orient et Luciente, et descendait par la carrera de San Francisco jusqu'à aboutir à Las Vistillas.
- Talweg de Tolède (18,12 hectares). Situé dans l'angle sud-ouest du centre historique de Madrid, à l'est du bassin de San Francisco, il fut drainé par le ruisseau de la Arganzuela, qui naissait dans la rue de Tolède, à côté de la place de la Cebada, et il coulait par la rue de Arganzuela jusqu'à se jeter en le portillo du Campillo del Mundo Nuevo.
- Talweg de la Ribera de Curtidores (17,96 hectares). Situé à l'est du bassin voisin des rues de Tolède et la Arganzuela, et drainé par le ruisseau del Rastro qui naissait à «cerrillo del Rastro» ou «petite place du matadero», il courait vers le sud par toute la Ribera de Curtidores pour retrouver le lit de la rivière Manzanares.
- Talweg de Embajadores (11,25 hectares), celui de moindre surface des bassin formés dans l'ensemble de la ville historique de Madrid. Compris entre les rues d'Embajadores, Mesón de Paredes et une partie de la rue del Amparo. Formé par le bassin du ruisseau de Embajadores qui entamait son drainage au «cerrillo del Rastro». Après un parcours sinueux au croisement des rues de l'Ours, Cabestreros et Sombrerete, il aboutissait dans le lit de la Ronda de Valencia.
- Talweg de Valence (43,73 hectares). Il a drainé les ruissellements de deux ruisseaux, celui de Lavapiés et celui de l'Ave María, qui, s'étant rejoints place de Lavapiés coulaient par la rue de Valence jusqu'au ruisseau de Embajadores.
- Talweg d'Atocha (11,88 hectares), drainé par le ruisseau d'Atocha, qui naissait place d'Antón Martín et coulait tout au long de la rue Atocha jusqu'à se déverser dans le Prado.